# Kutte (Metal-Szene)

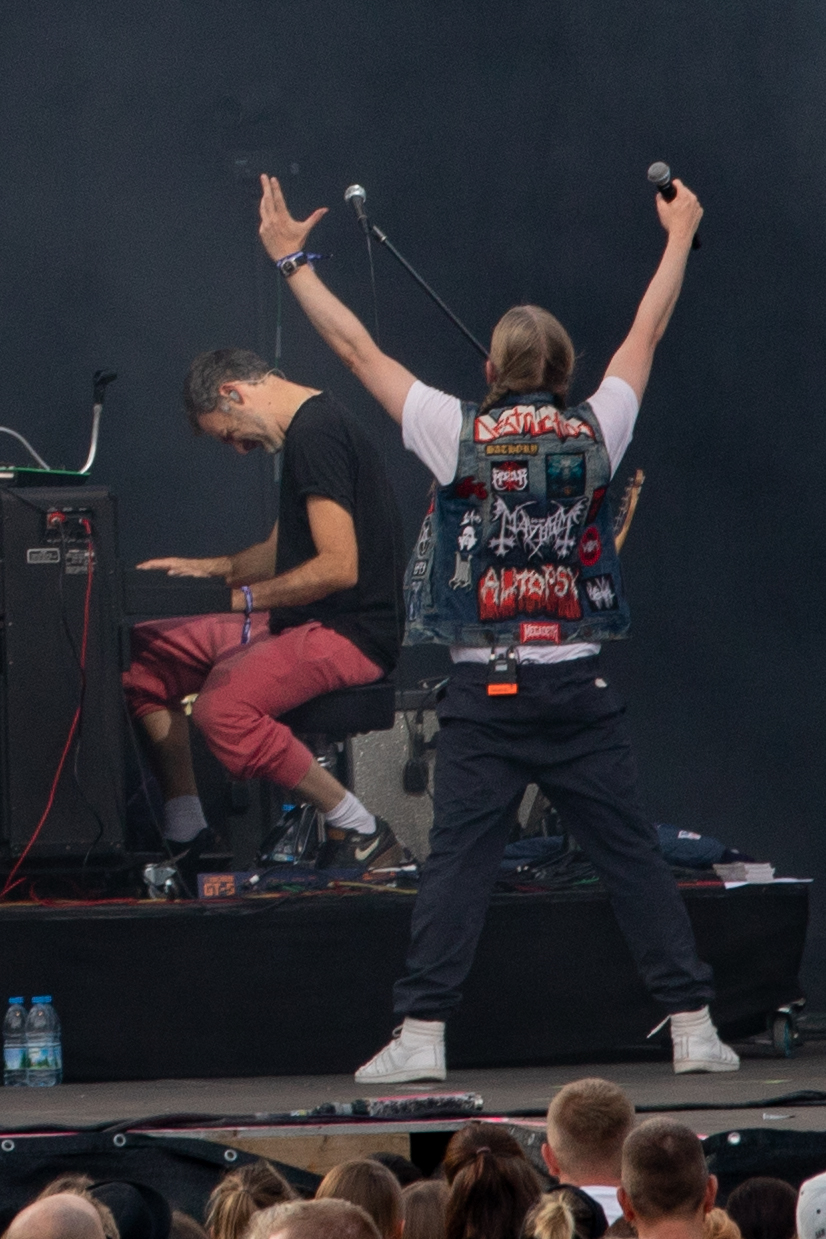
Der Rapper Romano in seiner Kutte

Eine Kutte ist in der Metal-Szene eine Jeansweste oder auch Lederweste, die mit Aufnähern (englisch patches) von bevorzugten Bands des Trägers oder auch anderen Applikationen wie Ziernieten und Buttons bestückt ist.

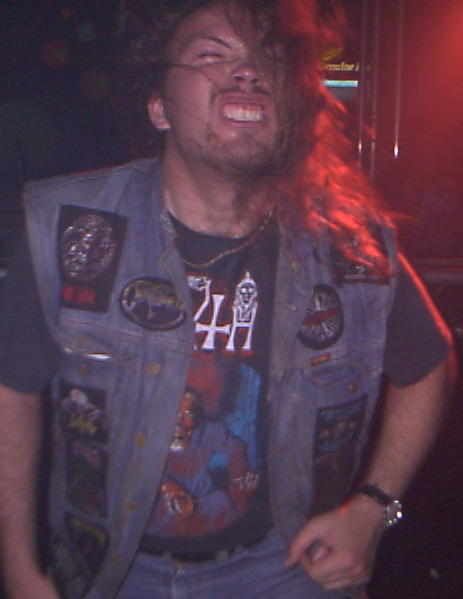
Träger einer Kutte beim Headbangen.

## Hintergrund
Die ersten Kutten entstanden Mitte bis Ende der 1970er Jahre in Großbritannien in Anlehnung an die Motorrad-Kutten der Rocker-Szene. Statt des Motivs des jeweiligen Motorcycle-Clubs kam ein großer Backpatch mit Motiven der favorisierten Band anfangs in Mode. Beliebte Motive waren beispielsweise das Iron-Maiden-Maskottchen Eddie oder das Highway-to-Hell-Albencover von AC/DC. An die Stelle der kleinen Abzeichen befreundeter Motorrad-Gruppen traten kleine Patches mit Schriftzügen oder Albencovern anderer Gruppen.
Frank „Pelle“ Below aus der frühen deutschen Thrash-Metal-Szene berichtet, dass die örtlichen Rocker Metallern das Tragen von Kutten verboten, sodass diese sich stattdessen T-Shirts anfertigten; „Dann standen die im Freibad vor uns und konnten uns nichts.“
Durch die Ausdifferenzierung bestehender und Entstehung neuer Musikstile im Metal ab den 1990er-Jahren veränderte und erweiterte sich unter anderem auch der ursprüngliche Bekleidungsstil. Im Zuge dessen verlor zwar unter anderem auch die Kutte an Verbreitung, sie verschwand allerdings nicht ganz aus der Szene.
Der Berliner Rapper Romano widmete etwa seiner „Metalkutte“ ein gleichnamiges Lied, in dem er die Bedeutung seiner Kutte für ihn darstellt.

## Stil
Mit der Metal-Kutte drückt der Träger seinen Musikgeschmack und seine Zugehörigkeit zur Metal-Szene aus. Klassische Metal-Kutten sind häufig mit einem großen Backpatch auf dem Rückenteil versehen, während der restliche Platz mit kleineren Patches bedeckt wird. Neben den Aufnähern sind oft Accessoires wie Nieten, Ketten und Buttons an der Kutte angebracht. Auch ist es üblich, die Kutte mit Autogrammen von Musikern verzieren zu lassen.
Je nach Genre existieren eine Reihe unterschiedlicher Gestaltungselemente. Im Black Metal ist beispielsweise eine schwarze Jeansweste üblich, während jedoch die meisten Szeneangehörigen ganz auf eine Kutte verzichten.